# Matwiej Kononienko
Matwiej Prokofjewicz Kononienko, ros. Матвей Прокофьевич Кононенко (ur. 27 listopada 1900 w Rybalczem koło Chersonia, zm. 26 października 1977 w Piatigorsku) – radziecki dowódca wojskowy, generał major gwardii.
6 marca 1918 wstąpił na ochotnika do oddziału Czerwonej Gwardii, brał udział w walkach z Niemcami oraz wojskami generałów Krasnowa i Denikina. 
Wiosną i latem 1920 uczestniczył w walkach na Froncie Południowo-Zachodnim, polsko-radzieckim, potem walczył na Ukrainie. Został odznaczony Orderem Czerwonego Sztandaru.
Po napaści Niemiec na ZSRR brał udział w walkach jako dowódca brygady, następnie dywizji. Uczestniczył w wyzwalaniu polskich miast.